# Saho Harada
Saho Harada (Tóquio, 5 de novembro de 1982) é uma nadadora sincronizada japonesa, medalhista olímpica.

## Carreira
Saho Harada representou seu país nos Jogos Olímpicos de 2004 e 2008, ganhando a medalha de prata por equipes em 2004 e bronze em no dueto em 2008. 